# Feng Boyi
Feng Boyi (冯博一), né en 1960 à Pékin, est un commissaire d'exposition indépendant et critique d'art chinois. 
De 2007 à 2017, il était directeur artistique au He Xiangning Art Museum. Feng est l'un des curateurs et des critiques d'art indépendants les plus actifs en Chine. 

## Biographie
Après avoir obtenu son diplôme en histoire à la Capital Normal University en 1984, Feng Boyi a été affecté à la rédaction de The Artists'Bulletin, une publication interne parrainée par la Chinese Artists Association, une association gouvernementale, basée à Pékin. Au début des années 1990, il a étudié au département d'histoire de l'art à la Central Academy of Fine Arts, où il s'est consacré au développement de l’art chinois contemporain. Il a publié The Black Book (1994) en collaboration avec les artistes Ai Weiwei et Xu Bing. Ce livre présente les travaux d'une vingtaine d'artistes marginalisés. Depuis, il a publié de nombreux articles consacrés aux travaux des artistes, notamment aux créations des jeunes artistes. 
La première exposition organisée par Feng est intitulée « Traces of Existence: 1998 Chinese Contemporary Art Study Exhibition ». Les artistes pékinois comme Wang Jianwei, Song Dong, Gu Dexin, etc. ainsi que les artistes rentrés de l'étranger comme Wang Gongxin, Lin Tianmiao et Cai Qing ont participé à cette exposition qui a eu lieu à l'Espace 798. En 2000, avec Ai Weiwei, Feng a organisé « Fuck Off I » dans deux espaces qui se trouvaient au M50 (50 Moganshan Road), quartier d'art contemporain à Shanghai dont l'origine est une usine textile. En partant d'une « Attitude non coopérative » (Fuck off) pour faire revivre un art contemporain chinois indépendant du système de la récupération du marché de l'art, l'exposition a été mise en parallèle d'une manière critique avec la 3e Biennale de Shanghai. En 2002, l'exposition « Beijing Afloat : Beijing Tokyo Art Projects » a eu lieu dans un espace rénové à l'Espace 798. Il a attiré plus de 1 000 personnes et a marqué le début de l'engouement populaire pour le quartier consacré à l'art contemporain chinois. 

## Expositions sélectionnées organisées par Feng Boyi
Il a organisé plus de 200 expositions en Chine et à l'étranger comprenant 
- Traces of Existence: 1998 Chinese Contemporary Art Study Exhibition (Beijing, 1998),
- Fuck Off 1[3] and Fuck Off 2 (Shanghai, 2000 et Groninger Museum aux Pays-Bas, 2013),
- Reinterpretation: The First Guangzhou Triennial[4] (Guangdong Museum of Art, 2002),
- Right Hand, Left Hand: A Sino-German Exhibition of Contemporary Art (798 Art District, Beijing, 2003)[5],
- China Now: Reincarnations of Chinese Contemporary Art (Essl Collection of Contemporary Art, Austria and Cobra Museum of Modern Art, The Netherlands, 2006),
- Chengdu Biennale (Chengdu Exhibition Center, 2005),
- A Miscellany of Art (Dimensions Gallery, 798 Art District, Beijing and Jinji Lake Art Museum, Suzhou, 2006),
- A Vista of Perspectives: The Sixth Shenzhen Contemporary Sculpture Exhibition (OCT Contemprorary Art Terminal, Shenzhen, 2007),
- Serreptitious Substitutions: Post-Modern Methods in Chinese Contemporary Art (OCAT Art and Design Gallery, 2008),
- My Bone, Flesh, and Skin (Asian Contemporary Art Fair, États-Unis, 2008),
- Map Games: Dynamics of Change-International Visual Art and Architecture Project (Today Art Museum, Beijing, Birmingham Art Museum, UK, Terni International Center for Contemporary Art, Italy, 2008),
- The Fourth Cross-Strait Four-Regions Artistic Exchange Project (He Xiangning Art Museum, Taipei Fine Arts Musuem, Osage Gallery Kwan Tong, and Macau Museum of Art, 2012),
- A Narrative of Actual Prop erties of Life: Chinese Contemporary Art (Bergen Kunsthall, Norway, 2012), and Cafam Future: Sub-Phenomena—Report on the State of Young Chinese Art (Cafa Art Museum, Beijing, 2012),
- A New Dynast-Created in China (AroS Aarhus art Museum, 2016),
- Utopias/Heterotopia - Wuzhen Contemporary Art Exibition (2016)[6]
- Xu Bing: Thought and Method (UCCA, Beijing, 2018)[7]
- Now is the time - Wuzhen Contemporary Art Exibition (2019)[8].